# Mohamed Hasan Al Marwi
Mohamed Hasan Al Marwi (* 13. September 1988) ist ein Radrennfahrer aus den Vereinigten Arabischen Emiraten.
Mohamed Hasan Al Marwi wurde 2008 Vizemeister der Vereinigten Arabischen Emirate im Straßenrennen hinter Khalid Ali Shambih. Im nächsten Jahr gewann er bei der Arab Gulf Cycling Championship in Manama die Bronzemedaille im Straßenrennen. In den Jahren 2009 und 2013 wurde er jeweils Landesmeister im Einzelzeitfahren.
Marwi gewann 2013 bei den Arab Gulf Track Championships die Einerverfolgung auf der Bahn.

## Erfolge
2009
- Nationaler Meister – Straßenrennen

2013
- Nationaler Meister – Einzelzeitfahren

## Teams
- 2014 Skydive Dubai Pro Cycling Team